# The Deer
Pour les articles homonymes, voir Deer.
Pour plus de détails, voir Fiche technique et Distribution.
The Deer (persan : گوزن‌ها, Gavaznha ou Gavaznhā) est un film dramatique iranien écrit et réalisé par Massoud Kimiai et sorti en 1974. Behrouz Vossoughi, le plus célèbre acteur iranien d'avant la révolution de 1979 tient un des rôles principaux.
C'est aussi l'un des films iraniens ayant eu le plus de succès avant cette révolution.
L'histoire du film est basée sur le renouvellement d'une ancienne amitié se déroulant dans des circonstances imprévues et étranges.

## Synopsis
Seyed (Behrouz Vossoughi) est un toxicomane qui effectue de petits boulots dans un théâtre pour subvenir à sa forte dépendance. Un jour, il reçoit la visite d'un vieil ami, Ghodrat (Faramarz Gharibian), pour qui il était un modèle et un protecteur à l'adolescence. La police vient de tirer sur Ghodrat lors d'un vol à main armée qui a mal tourné et il cherche un endroit sûr où dormir provisoirement. Par conséquent, il se réfugie chez la seule personne en qui il peut avoir confiance, Seyed. Cependant, il se rend compte que le Seyed qu'il connaissait est bien loin de l'actuel Seyed. Bien qu'ils soient tous deux heureux de se retrouver après tant d'années, Ghodrat est complètement choqué de voir Seyed, autrefois responsable des cours dans une école secondaire du quartier, devenu toxicomane et vivant dans un tel état de délabrement physique et social.
Seyed, très ému de revoir Ghodrat, est fier de voir que d'anciennes connaissances croient toujours en lui et lui sont fidèles, mais à en juger par la réaction de Ghodrat, il a vraiment honte, surtout lorsque Ghodrat demande où est le Seyed qu'il connaissait. Seyed aide Ghodrat en l'amenant dans une petite pièce ne contenant qu'un lit et un samovar (un type de bouilloire iranienne traditionnelle), endroit représentatif de l'extrême pauvreté dans laquelle Seyed vit. Ils parlent de toutes les années passées depuis leur séparation. Ghodrat explique qu'il est devenu un voleur professionnel et Seyed raconte comment il est devenu accro à l'héroïne après avoir purgé une peine de deux mois de prison pour avoir commis des infractions mineures. La drogue était distribuée par des agents de nettoyage de la prison, explique-t-il. Une fois libéré, il n'a trouvé aucune opportunité dans la vie en raison du manque de soutien social, de la pauvreté et aussi que les trafiquants de drogue étaient partout. Il est devenu consommateur d'héroïne à plein temps après en avoir consommé seulement deux fois avec des trafiquants de drogue et d'alcool.
Pendant les quelques jours où il reste chez Seyed, Ghodrat rencontre également la colocataire de Seyed, Fati, une belle fille pauvre, travailleuse mais romantique, qui était amoureuse de Seyed mais est maintenant complètement déçue de l'avenir et le considère juste comme un frère et un compagnon de vie. Ghodrat veut faire revivre la fierté de Seyed en lui rappelant qui il était à l'époque et comment il était l'exemple à suivre pour l'aider à ne pas tomber dans les pièges de la toxicomanie et de l'alcoolisme.
Seyed tente de justifier sa vie manquée en évoquant le manque de soutien social et parental qui les amène à échanger des mots d'amour honnêtes mais durs. "Il est trop tard" dit Seyed. Lorsque Ghodrat recommence à tenter de le dissuader de poursuivre dans cette voie, Seyed répond avec colère en disant qu'être un voleur n'est pas mieux que d'être untoxicomane.
Ghodrat est également témoin de l'impact profond de la pauvreté et du manque d'éducation de base sur la vie quotidienne de chaque voisin. Ils continuent d'avoir des discussions plus constructives sur la vie, le manque d'éducation et d'opportunités dans la vie, mais aucune conclusion n'est vraiment atteinte. Ils sont tous les deux tellement désolés de la façon dont ils sont devenus qu'ils pleurent à la première occasion de dîner avec de l'Aragh (vodka bon marché fabriquée en Iran). Ghodrat sait que son temps est limité et qu'il doit trouver une issue.
Un jour, la police arrive pour appréhender Ghodrat. Sa photo a paru dans les journaux locaux en tant qu'"homme recherché et dangereux" et, vraisemblablement, une des personnes du voisinage a informé la police de l'endroit où il se trouvait. La police locale, forte d'une cinquantaine de policiers, assiège la maison pendant plusieurs heures mais Ghodrat n'abandonne pas. Seyed ne rentre chez lui que pour découvrir la situation dans laquelle se trouve son ami et craint qu'elle ne dégénère pouvant provoquer la mort de Ghodrat. Il se met donc en quatre et demande au chef de la police de le laisser entrer dans la maison pour persuader Ghodrat de sortir plutôt que de se faire tuer, mais Ghodrat demande avec insistance à Seyed de ne pas intervenir et de s'en aller. Cependant, Seyed n'écoute pas et choisit de tenter de rejoindre son ami. La police tire et il est atteint d'une balle dans l'épaule mais réussit néanmoins à pénétrer dans la pièce où se trouve Ghodrat.
Les deux amis de longue date réfléchissent à la situation dans laquelle ils se trouvent tous les deux. Après quelques minutes, le bâtiment est sous le feu nourri de la police, mais Seyed reste toujours avec Ghodrat jusqu'à l'attaque finale de la police qui provoque la mort des deux hommes par une explosion. Juste avant le raid, Seyed regarde Ghodrat et dit qu'il préfère mourir d'une balle dans sa chambre « parce que tu es là » plutôt que seul sous un pont dans quelques années.
C'est non seulement une démonstration de loyauté envers son ami, mais aussi une représentation de son désespoir face à la vie.

## Fiche technique
- Titre original : Gavaznha
- Titre français : The Deer
- Réalisation et scénario : Massoud Kimiai
- Photographie : Nemat Haghighi
- Montage : Abbas Ganjavi
- Musique : Esfandiar Monfaredzadeh
- Pays d'origine : Iran
- Langue originale : persan
- Format : couleur
- Genre : dramatique
- Durée : 120 minutes
- Dates de sortie :
  - Iran : 1974

## Distribution
- Behrouz Vossoughi : Seyed Rasool
- Faramarz Gharibian : Ghodrat
- Nosrat Partovi : Fati
- Garshasb Raoufi : Drug Dealer
- Enayat Bakhshi : Landlord
- Parviz Fanizadeh : Mohammad
- Fahimeh Amouzandeh :
- Mahbubeh Bayat :
- Jahangir Forouhar :
- Nematollah Gorji : Ali
- Mastaneh Jazayeri :
- Ali Akbar Mahdavifar :
- Manoocher Naderi :
- Saeed Pirdust : le vendeur d'oiseaux
- Amrollah Saberi :
- Nezameddin Shafai :
- Hossein Shahab :
- Parvin Solaymani :
- Mohammad Varshochi :

## Contexte socio-économique
Certains critiques pensent que le film a une signification profonde et d'autres que le film est une représentation instantanée de la façon dont Mohammad Reza Shah Pahlavi, le dernier roi d'Iran, et sa chère révolution blanche ont conduit les agriculteurs non éduqués et non qualifiés dans les grandes villes culturelles et industrielles iraniennes. La révolution était gérée de manière inefficace par le gouvernement.
Une majorité de paysans migrants ont fini par se retrouver sans emploi et beaucoup sont devenus toxicomanes, dormant dans des foyers surpeuplés. Entretemps, une minorité de la population ayant accès à la richesse et à l'éducation nécessaires a atteint un statut social et économique significatif, ce qui a conduit à la création d'une société à couches superposées, caractérisée par une petite classe moyenne et des inégalités sociales importantes qui ont considérablement augmenté à partir de la fin des années 1960. Cette tendance a contribué à l'écart croissant toujours plus rapide entre les 10% de "nouvelles" personnes riches et instruites et les 90% de personnes "encore" pauvres et non éduquées de la société dans tout le pays, mais particulièrement dans les grandes villes telles que la capitale, Téhéran, Chiraz, Ispahan, Abadan et d'autres grandes villes de province. La révolution iranienne qui renverse le régime du Shah a eu lieu entre 1978 et 1979.
Dilip Hiro, auteur de Iran Under the Ayatollahs, a déclaré que le film "a passé les censeurs très difficilement". Le film a été montré au Cinéma Rex et lors d'une de ces projections, le cinéma a été incendié intentionnellement comme un attentat terroriste pendant la révolution iranienne.